# Samúrskaya
Samúrskaya (del ruso: Саму́рская) es una stanitsa del raión de Apsheronsk del krai de Krasnodar, en Rusia. Está situada en las vertientes septentrionales del Cáucaso Occidental, en la orilla derecha del río Psheja, afluente del Bélaya, que lo es del Kubán, 21 km al sur de Apsheronsk y 107 km al sureste de Krasnodar, la capital del krai. Tenía 323 habitantes en 2010
Pertenece al municipio Novopoliánskoye.